# Математическая энциклопедия
«Математическая энциклопедия» — советское энциклопедическое издание в пяти томах, посвящённое математической тематике. Выпущена в 1977—1985 годах издательством «Советская энциклопедия». Главный редактор — академик Иван Матвеевич Виноградов (1891—1983).
Фундаментальное иллюстрированное издание по всем основным разделам математики, состоящее из более 6 тыс. статей. Общий объём составил около 3000 страниц. Распределение статей по томам:
- Том 1: Абак — Гюйгенса принцип, 576 стр., 1977.
- Том 2: Д’Аламбера оператор — Кооперативная игра, 552 стр., 1979.
- Том 3: Координаты — Одночлен, 592 стр., 1982.
- Том 4: Ока теоремы — Сложная функция, 608 стр., 1984.
- Том 5: Случайная величина — Ячейка, 623 стр., 1985.
  - Приложение к тому 5: предметный указатель, список замеченных опечаток.

Предшественником советской «Математической энциклопедии» была немецкая «Энциклопедия Клейна», которая публиковалась в 1898—1934 годах. Первую попытку издать в СССР «Большую математическую энциклопедию» предпринял в 1930-е годы академик Лузин (предполагалось предложить этот проект на Втором всесоюзном съезде математиков, 1934), но в связи с «делом Лузина» (1936) проект в то время реализован не был.

## Encyclopaedia of Mathematics
В 1987—1994 годы нидерландское издательство Kluwer Academic Publishers (поглощено в 2004 году Springer) выпустило перевод энциклопедии на английский язык под редакцией Михиля Хазевинкеля, дополнив отдельные статьи комментариями; комплект был разбит на 10 томов:
- Том 1. A-B, 1987, ISBN 1-55608-000-X;
- Том 2. C, 1988, ISBN 1-55608-001-8;
- Том 3. D-Fey, 1989, ISBN 1-55608-002-6;
- Том 4. Fib-H, 1989, ISBN 1-55608-003-4;
- Том 5. I-Lit, 1990, ISBN 1-55608-004-2;
- Том 6. Lob-Opt, 1990, ISBN 1-55608-005-0;
- Том 7. Orb-Ray, 1991, ISBN 1-55608-006-9;
- Том 8. Rea-Sti, 1992, ISBN 1-55608-007-7;
- Том 9. Sto-Zyg, 1993, ISBN 1-55608-008-5;
- Том 10. Предметный указатель, 1994, ISBN 1-55608-009-3.

(Комплекту из десяти томов был присвоен ISBN 1-55608-010-7.)
В 1997 (ISBN 0-7923-4709-9), 2000 (ISBN 0-7923-6114-8) и 2002 годах (ISBN 1-4020-0198-3) вышло три дополнительных тома, включивших около двух тысяч новых статей. В 1998 году энциклопедия вышла на CD-ROM (ISBN 0-7923-4805-2).
После поглощения издательством Springer энциклопедия была выложена в свободный доступ (eom.springer.de), а в 2011 году перенесена на вики-движок (MediaWiki с расширением MathJax) в домене encyclopediaofmath.org, организована редакционная коллегия под патронажем Европейского математического общества, отслеживающая изменения и дополнения. Авторские права на содержимое статей, опубликованных в бумажном издании, сохранены за издательством Springer, но новые статьи и комментарии распространяются под свободной лицензией CC-SA. В 2020 году сайт передан издательству EMS Press Европейского математического общества.

## Другие математические энциклопедии
- Энциклопедический математический словарь (Япония, 1954)
- Математический энциклопедический словарь (СССР, 1988)
- Математическая энциклопедия Клейна (Германия, 1898—1933)